# Kensington
 For alternative betydninger, se Kensington (flertydig). (Se også artikler, som begynder med Kensington)
Kensington er et distrikt i det vestlige og centrale London; bydelen Kensington and Chelsea i England. Dens kommercielle centrum er Kensington High Street. Dette velhavende og tætbefolkede område indeholder den velkendte museumsbydel South Kensington.
Den nordøstlige del af området består af Kensington Gardens, der indeholder Albert Memorial, Serpentine Gallery og Speke's monument. South Kensington og Gloucester Road huser Imperial College London, Royal College of Music, Royal Albert Hall, Natural History Museum, Victoria and Albert Museum og Science Museum. Området rummer også mange ambassader og konsulater.

## Navn og historie
Området nævnes først gang i Dommedagsbogen i 1086, hvor det er skrevet på latin som Chenesitone, som er blevet fortolket oprindeligt have været Kenesignetun, som betød Kenesignes land eller enge på angelsaksisk. Freddie Mercury skrev det meste af "Bohemian Rhapsody" i sit hjem på Holland Road i Kensington.